# Gradac (Montenegro)
Gradac (kyrillisch: Градац) ist eine montenegrinische Kleinstadt in der Gemeinde Pljevlja. Bei der Volkszählung von 2003 betrug die Einwohnerzahl 364. Es ist Montenegros nördlichste Siedlung mit Stadtstatus und befindet sich in der Sandžak-Region in der Nähe der Grenzen zu Bosnien und Herzegowina und Serbien.